# Kloster St. Gabriel (Altenbergen)
Das Kloster St. Gabriel ist ein sich selbst als orthodox verstehendes Kloster in Altenbergen in Thüringen. Es ist Sitz der Erzdiözese Myreon in Deutschland der Synode des patristischen Kalenders in Griechenland. Diese Kirche wird von den kanonischen orthodoxen Kirchen als schismatisch angesehen.

## Klosteranlage
Die Klosteranlage besteht aus einer Klosterkirche, einem Wohngebäude und einem Gästebereich. Dort können bis zu 40 Gäste beherbergt werden.
Das Kloster bietet Möglichkeiten der Besinnung, aber auch für Tagungen und Urlaubsgäste.
Im Kloster leben drei Mönche, ein Novize und eine Ordensschwester. Es wird geleitet von Erzbischof Moses.

## Geschichte
2012 wurde das Kloster von Mor Severius Moses in einer ehemaligen Bungalowsiedlung gegründet. 2014 wurde es als Sitz des Metropoliten und Primas der Antiochenisch Syrisch-Orthodoxen Kirche in Deutschland feierlich geweiht.
2016 wechselte es zur Heiligen Metropolitansynode des väterlichen Kalenders der Kirche der wahren orthodoxen Kirche Griechenlands (Genuin Orthodoxe Kirche von Griechenland) als Sitz der neu geschaffenen Erzdiözese für Deutschland.